# Heinz Vogel
Heinz Vogel (* 31. Mai 1898 in Königswinter; † 21. September 1977 in Garmisch) war ein Heimatmaler mit Schwerpunkt seines Wirkens in Mönchengladbach.

## Leben
Heinz Vogel stammte aus einer Kaufmannsfamilie. Nach seiner Schulzeit in Bonn absolvierte er im Ersten Weltkrieg an der Kunstgewerbeschule Köln eine Ausbildung zum Zeichenlehrer und erwarb 1920 in Berlin die Lehrbefähigung für Gymnasien. 1921 fand er seine erste Anstellung am Stiftischen Humanistischen Gymnasium in Mönchengladbach, wo er bis zu seinem Eintritt in den Ruhestand im März 1961 verblieb. Von den Schülern erhielt er den Spitznamen „Kuhschwanz Heini“. Die Herkunft dieser Bezeichnung ist nicht ganz klar. Angeblich soll sie entstanden sein, weil er anfangs als rangniedrigster Lehrer beim feierlichen Einzug des Kollegiums in die Aula an letzter Stelle kam. Eine andere Deutung führt den Begriff auf die glatt nach hinten gekämmten Haare zurück, die in der Andeutung eines Zopfes endeten –  für die damalige Zeit eine ungewöhnliche Frisur.
Seine Tätigkeit als Lehrer hat Heinz Vogel nur im Zweiten Weltkrieg unterbrochen, als er zum Kriegsdienst einberufen wurde.
Nach seiner Pensionierung zog der kinderlos gebliebene Lehrer mit seiner Frau Clemence nach Bonn und lebte dort, von längeren Aufenthalten in Bayern unterbrochen, zurückgezogen bis zu seinem Tod.

## Werk
Schon bald nach seiner Ausbildung zum Zeichenlehrer entdeckte Heinz Vogel für sich die Malerei.
Eines seiner ersten Projekte nach seinem Eintritt in das Stiftische Humanistische Gymnasium 1921 war eine flächendeckende Ausmalung der Schulkorridore. Davon ist nach der Zerstörung des Gebäudes im Krieg nichts mehr nachvollziehbar.
In den 30er und 40er Jahren bevorzugte Heinz Vogel die Ölmalerei; er fand seine Motive in den stillen Landschaften am Niederrhein: kleine Bachläufe mit Pappeln, saftig grüne Wiesen mit knorrigen Weiden, Winterlandschaften. Auch Blumenstillleben zählten zu seinem Repertoire, vornehmlich Chrysanthemen. Seine bevorzugten Motive wiederholte er in zahlreichen Variationen.
Heinz Vogel fertigte auch Radierungen von lokalen Stadtkulissen: Abteiberg von Mönchengladbach, Rathaus in Viersen, Schloss Rheydt und Moers waren seine Favoriten.
An der Front wechselte der Künstler vorübergehend zu Darstellungen von Soldaten im Felde, die auf einer Ausstellung von der NS-Presse zur Propagierung ihrer „Durchhalteparolen“ ausgeschlachtet wurden (Rheinische Landeszeitung vom 17. Januar und 28. März 1943). Zahlreiche Bilder der zerstörten Stadt Mönchengladbach 1945/1946 geben Zeugnis von einer deutlichen Desillusionierung des Künstlers nach Kriegsende.
In den 50er und 60er Jahren kehrte Heinz Vogel zur Heimatmalerei zurück. Landschaften im Allgäu gehörten nun auch zu seinem Repertoire, da der Künstler dorthin jedes Jahr in den Sommerurlaub fuhr. Er fertigte auch großformatige Aquarelle, vorzugsweise Stillleben, seltener Porträts. Kritiker haben dem „geruhsamen Malerwinkel“ der lokalen Künstlergruppe „Kante und Planke“, der Heinz Vogel nahestand, vorgeworfen, aus den gewaltigen politischen Umwälzungen ihrer Zeit nichts gelernt zu haben (Westdeutsche Zeitung vom 10. Dezember 1948).
Nach seinem Wegzug aus Mönchengladbach nach Bonn wurde es ruhig um Heinz Vogel.
Druckgraphisches Werk ist heute noch in Galerien in Mönchengladbach erhältlich; nach dem Tode des Künstlers signierte seine mittlerweile auch verstorbene Frau Clemence, die die Druckplatten in Verwahrung hielt. Der größte Teil der Ölgemälde befindet sich heute in Privatbesitz. Weniges hängt in öffentlichen Gebäuden in Mönchengladbach und Umgebung (einem Café, einem Beerdigungsinstitut, einer Kneipe bei Wegberg-Wildenrath).

## Ausstellungen
- 1921 Erste Ausstellung früher Werke in Mönchengladbach
- 1930 Zweite Ausstellung
- 1943 „Soldaten schaffen das Bild unserer Zeit“, Haus der Kunst
- 1946 „Künstler des Grenzkreises“ im Städtischen Museum (3 Ölbilder)
- 1947/48 Weihnachtsausstellung „Künstler der Heimat“ im Städtischen Museum (1 Aquarell)
- 1961 Ausstellung in der Galerie Krichel
- 1981 Posthum weitere Ausstellung in der Galerie Krichel „Radierungen - Aquarelle“